# Myotis riparius
Myotis riparius är en fladdermusart som beskrevs av Charles O. Handley 1960. Myotis riparius ingår i släktet Myotis och familjen läderlappar. IUCN kategoriserar arten globalt som livskraftig. Inga underarter finns listade i Catalogue of Life.
Arten blir 40 till 54 mm lång (huvud och bål), har en 31 till 43 mm lång svans och väger 4 till 7 g. Underarmarna är 32 till 38 mm långa, bakfötterna år 7 till 9 mm långa och öronen är 11 till 14 mm stora. Den lite ulliga pälsen på ovansidan bildas av ganska korta hår med en längd av 5 till 6 mm. Pälsfärgen på ryggen varierar mellan mörkbrun och orangebrun. Undersidan är täckt av ljusbrun päls. Myotis riparius har mörkbruna smala öron och vid nosen finns rosa-brun hud. Arten har en svartaktig flygmembran. Den liknar främst Myotis nigricans och skillnaden består i avvikande detaljer av kindtändernas konstruktion.
Denna fladdermus förekommer i Central- och Sydamerika från östra Honduras till norra Argentina och Uruguay. Arten kan anpassa sig till olika habitat. Individerna bildar kolonier och jagar främst insekter. Myotis riparius når allmänt upp till 1000 meter över havet och ibland når den 2000 meter höjd.